# ألامو
ألامو (بالإنجليزية: El Álamo) هي بلدية ومدينة في منطقة الحكم الذاتي وتقع في منطقة مدريد في وسط إسبانيا. تبلغ مساحة هذه المدينة 22.25 (كم²)، ويبلغ عدد سكانها 7580 نسمة حسب إحصاء سنة 2008 م.